# Luis Marín Barahona
Pour les articles homonymes, voir Luis Marín, Marín et Barahona.
Luis Marín Barahona est un footballeur international chilien né le 18 mai 1983 à Valparaiso. Il évolue au poste de gardien de but.

## Biographie

### Club
Le 18 décembre 2014, le Sporting Kansas City annonce l'embauche de Luis Marín pour la saison 2015 de MLS. Mais après seulement huit rencontres jouées, sa dernière remontant à une nulle 4-4 contre le Houston Dynamo, Luis Marín quitte la formation américaine et retourne au Chili pour des « raisons personnelles ».

### Équipe nationale
Le 12 mai 2010, Marín est nommé dans l'équipe de trente joueurs provisoires appelés pour disputer la coupe du monde 2010 en Afrique du Sud. 
Avant cet évènement, Marín fut déjà appelé pour jouer des matchs du Chili contre le Venezuela, Trinité-et-Tobago et le Mexique, matchs lors desquels il ne concéda qu'un seul but, contre les Mexicains (défaite 1-0 avec un but d'Alberto Medina).